# Big Brother and the Holding Company
Big Brother and the Holding Company é uma banda de rock estadunidense formada em São Francisco, Califórnia, em 1965, como parte da cena psicodélica que também originou o Grateful Dead, Quicksilver Messenger Service e Jefferson Airplane.
Os membros originais da banda foram Sam Andrew (guitarra base), James Gurley (guitarra rítmica), Peter Albin (baixo) e Chuck Jones (bateria), substituído por Dave Getz em 1966.
A popularidade do grupo aumentou com a adição, em junho de 1966, da vocalista Janis Joplin. Ela foi recrutada pelo empresário da banda na época, Chet Helms, que vivera em Austin, Texas, onde Joplin estudou. No fim de 1968, a vocalista deixou o Big Brother com Sam Andrew para formar um novo grupo, o Kozmic Blues Band.
A última encarnação da banda data de 1987, que desde então excursiona com praticamente todos os membros originais, incluindo Sam Andrew, Peter Albin, Dave Getz, e James Gurley (substituído na guitarra em 1997 por Tom Finch).

## Discografia
- Big Brother & the Holding Company - 1967
- Cheap Thrills 1968
- Be a Brother 1970
- How Hard It Is 1971
- Cheaper Thrills 1984
- Can't Go Home Again 1996
- Live at Winterland '68 1998
- Do What You Love 1998
- Hold Me 2006